# Vesna Vulović
Vesna Vulović  (3. siječnja 1950. – 23. prosinca 2016.) je bila JAT-ova stjuardesa koja je 26. siječnja 1972. jedina preživjela pad putničkog zrakoplova s visine od 10 160 metara, te je upisana u Guinnessovoj knjizi rekorda.

## Let JU 367
Vulović je bila stjuardesa JAT-a. 26. siječnja 1972. nalazila se u zrakoplovu Douglas DC-9 na letu iz Stockholma preko Zagreba do Beograda. Zrakoplov se srušio iznad sela Srbske Kamenice u Čehoslovačkoj, blizu granice s DR Njemačkom. Tadašnji jugoslavenski režim i UDBA optužili su hrvatsku emigraciju da su postavljenom bombom prouzročili rušenje zrakoplova.
Vulović je preživjela kao jedina od šestero članova posade i 22 putnika.
Nakon 27 dana u komi i 16 mjeseci rehabilitacije, nastavila je raditi u JAT-u.

## Rezultat istrage Peter Hornung-Andersena
U siječnju 2009. njemački dopisnik u Češkoj Peter Hornung-Andersen objavio je vijest da zrakoplov nije pao s visine od 10 000 m, nego samo nekoliko stotina metara. Isto tako, prema njegovim neprovjerenim informacijama, uzrok nesreće nije bila podmetnuta bomba. Novinar temelji rezultat na navodnim podatcima iz dokumenata tajnih službi, stručnjaka i svjedoka. U svom izvješću tvrdi da je jugoslavenski zrakoplov slučajno pogodio projektil čehoslovačke protuzračne obrane.

## Svojedobno оbjašnjenje
Kao objašnjenje preživljavanja pada u izvješćima medija se koristila činjenica da se u trenutku detonacije Vesna Vulović nalazila u stražnjem dijelu zrakoplova i da je, kao posljedica eksplozije, stražnji dio zrakoplova spiralnom putanjom pao na tlo i zatim klizao na snježnoj padini, što je usporilo udar.
Vesna Vulović je već u 1970-im godinama navedena u Guinnessovoj knjigi rekorda. Do sada drži rekord za preživljen pad s velike visine bez padobrana.
Guinnessova knjiga rekorda se za ovu tvrdnju oslonila na izvor iz čehoslovačke državne tajne službe i službeno izvješće o nesreći koji tvrdi da je zrakoplov eksplodirao na više od 10 km visine. Živjela je u Beogradu i još je uvijek imala zdravstvene posljedice. Negirala je sumnje da zrakoplov nije pao s te visine.

## Vanjske poveznice
- Češki izvještaj
- Javno.com  Arhivirana inačica izvorne stranice od 30. studenoga 2009. (Wayback Machine)
- Guardian
- Radio Praha